# Bezdrátová komunikace
Bezdrátová komunikace spočívá ve spojení dvou subjektů jiným způsobem než fyzicky (kabelem). Podle typu nosného média můžeme rozlišovat mezi komunikací optickou (světlo), rádiovou a sonickou (zvuk). Vzdálenost mezi komunikujícími body může být od několika metrů (infračervený ovladač televize) do miliónů kilometrů (komunikace kosmických družic a sond v prostoru). Bezdrátovou komunikaci vnímáme jako jeden z oborů v telekomunikacích.
Termín bezdrátová technologie je používán v oboru mobilních zařízení, jako jsou mobilní telefony, PDA, ale najdeme ji i v zařízeních globálního družicové polohového systému, satelitní televizi a jinde. V zásadě se při bezdrátové komunikaci vždy používá vlnění určité frekvence.
Termín bezdrátové připojení označuje připojení k počítačové síti (nejčastěji Internetu) využívající bezdrátovou komunikaci.
Oficiálním objevitelem bezdrátové komunikace je Nikola Tesla.

## Typy komunikace
- Optická komunikace (světlo)
  - laserová pojítka
  - infračervené spoje – periferie k počítačům, dálková ovládání, čidla
  - signální komunikace – světelným paprskem, vlajková komunikace, posunky, řeč těla v námořní dopravě, mezi hluchoněmými, v uzavřených komunitách atp.
- Rádiová komunikace (rádiové vlny)
  - periferie k počítačům, datové mosty, dálková ovládání, vysílačky, televizní přenos atp.
- Sonická komunikace (zvuk)
  - ultrazvuková pojítka – ponorky
  - verbální komunikace – mezilidská komunikace

## Elektromagnetické spektrum
Světlo, barvy, AM a FM  rádio a elektronická zařízení využívají elektromagnetické spektrum. Frekvence rádiového spektra, které jsou k dispozici pro komunikaci, jsou považovány za veřejný zdroj a jsou regulovány národními organizacemi, jako je Federální komise pro komunikaci v USA, nebo Ofcom ve Británii nebo "mezinárodní jako ITU-R" nebo evropský jako ETSI. To určuje, které kmitočtové rozsahy mohou být použity za jakým účelem a kým. Při neexistenci takové kontroly nebo alternativních opatření, jako je privatizované elektromagnetické spektrum, by mohlo dojít k chaosu, například pokud by letecké společnosti neměly specifické pracovní frekvence, mohl by jakýkoli rádiový amatér zasahovat do schopnosti pilotů přistát s letadlem. Bezdrátová komunikace pokrývá spektrum od 9 kHz do 300 GHz.

## Režimy
Bezdrátová komunikace může probíhat prostřednictvím:

### Rádiový a mikrovlnný
radiová komunikace, mikrovlnná komunikace, například přímočarý dohled přes vysoce orientované antény nebo komunikaci krátkého dosahu.

### Bezdrátová optická komunikace
Bezdrátová optická komunikace (FSO) je optická komunikační technologie, která využívá světla šířícího se ve volném prostoru pro bezdrátové přenosy dat pro telekomunikace nebo počítačové sítě. "Bezdrát" znamená, že světelné paprsky procházejí vzduchem nebo kosmickým prostorem. To je v kontrastu s jinými komunikačními technologiemi, které používají paprskové světlomety, které procházejí přenosovými linkami, jako jsou optické vlákno nebo dielektrické "světelné trubky".
Tato technologie je užitečná tam, kde jsou fyzické propojení nepraktické kvůli vysokým nákladům nebo jiným důvodům. Například, optický bezdrát se používá ve městech mezi kancelářskými budovami, které nejsou propojeny do sítě, kde by náklady na vedení kabelů přes budovu a pod zemí byly příliš vysoké. Dalším široce používaným příkladem jsou spotřebitelská IR zařízení, jako jsou dálkové ovládání a IrDA (Infrared Data Association) síťování, které se používá jako alternativa k síti WiFi umožňující výměnu dat mezi notebooky, PDA, tiskárnami a digitálními kamerami.

### Zvukový
Zvuková, zejména ultrazvuková komunikace krátkého dosahu zahrnuje přenos a příjem zvuku.

### Elektromagnetická indukce
Elektromagnetická indukce má komunikaci a výkon krátkého dosahu. To bylo používáno v medicíně, například kardiostimulátory, stejně jako u značek Rfid s krátkým dosahem.